# クリステル・チアリ
クリステル・チアリ（Christelle Ciari、1976年1月12日 - ）は、日本の女性タレント、声優、ナレーター、歌手、ヒーラー。兵庫県西宮市出身。ホリプロを経て2005年より青二プロダクション所属。
日本語・英語・フランス語を話せるトリリンガルである。

## 人物
フランス出身のギタリストであるクロード・チアリと、日本人とロシア人のハーフの母親との間に生まれる。
1998年から3年間、NHKの『英語であそぼ』に出演。以降、子供向けの英語の歌の歌手を務め、「クリスおねえさん」の愛称がつく。
かつて放送されていたTBSの朝の情報番組『エクスプレス』では、町行く人に名台詞を英語で答えさせるコーナー「英語で智アリ」を担当した。
2000年の東急目黒線を皮切りに、日本の数多くの鉄道路線の車内自動放送の英語アナウンスを担当している。
趣味でバイク（ロードスポーツ）に乗っており、「モーターサイクリスト」等のバイク雑誌や「MOTONAVI」等のテレビ番組に出演したこともある。
UCIアジアツアーの1つ、日本を代表するステージ制ロードレース大会、ツアー・オブ・ジャパン (TOJ)の公式MC並びに実況に、2014年から抜擢。
プロ野球は阪神タイガースのファンである。
尊敬する人は坂本龍馬。
好きな言葉は「明日は明日の風が吹く」、「Keep Smiling!」、「ありがとう」。
創造学園大学創造芸術学部芸術学科で講師をしていた。
2014年から、全日本プロレスのリングアナウンサーを勤めていた。
2021年、東京オリンピックでトライアスロン、マラソンスイミング、野球、東京パラリンピックでトライアスロンのアナウンスを担当。
キューピット芸人ゆっき〜と漫才コンビ「ハイカロリーズ」としても活動。M-1グランプリ2023では3回戦進出。

## 出演

### テレビ番組
- 英語であそぼ（NHK、1998年 - 2001年/以降は歌コーナーのみ）
- エクスプレス（TBS）
- ごきげん!ブランニュ（朝日放送、開始当初のみ)
- おはよう!グッデイ（TBS）
- お茶犬～ちょこっとものがたり～（キッズステーション） - ナレーション
- バッテンクイズ・HEXAGON（フジテレビ） - ナレーション
- タモリ倶楽部（テレビ朝日）
- ピアブーランド（キッズステーション） - 英語のクリス先生
- バイクライフTV シーズン2（アクトオンTV）
- YOU ASK（MTV JAPAN） - VJ
- MTV LIVE（MTV JAPAN） - VJ
- 「モトバトル2008」・「FIMモトクロス世界選手権」（GAORA） - モトクロス編司会
- アメリカ横断 突撃!英語でLet's GO!（旅チャンネル）
- FUTURE TRACKS→R（テレビ朝日）- ナレーション
- 出会い地球人 〜アジア編&ヨーロッパ編〜（NHK-BS)
- WARNER BROTHERS（WARNER FILMS AND WARNER TV） - 「今月のおすすめCM」ナレーション
- 空からてつたび（2015年 - 、NHK） - ナレーション
- ニノさん（ゲスト出演、日本テレビ）
- 全日本アレオレ！発表会（2022年6月22日、フジテレビ）
- クイズ！丸をつけるだけ（2022年8月23日、NHK総合） - ナレーション

### テレビアニメ
- おたすけマニー（2006年、キルリ）
- 薬師寺涼子の怪奇事件簿（2008年、リュシエンヌ[5]）
- ワード・ワールド（2009年、シープ）
- 名探偵コナン ホームズの黙示録（2011年、ジュノ・グラス、母親、子供）
- ゲゲゲの鬼太郎（第6作）（2019年、フランス人レポーター）
- ルパン三世 PART6（2021年、女性館員[6]）
- 名探偵コナン（2025年、ラムの手下[7]）

### 劇場アニメ
- 名探偵コナン 紺青の拳（2019年、アナウンサー）

### OVA
- Vassalord.（2013年、チャールズ＝J＝クリスフント〈幼少期〉）

### ゲーム
- Train Simulator+電車でGO! 東京急行編
- Train Drive ATS2[8]
- 電車でGO!（2017年版・アーケード、車内放送英語担当）
- スピンフィーバー2

### ラジオ
- DO YOUR SATURDAY!（J-WAVE）
- TOYOTA WEEKLY ALBUM TOP10（TOKYO FM・JFN系 1998年10月-1999年6月）
- Kiss J-POP HYPER REQUEST（Kiss-FM KOBE）
- よ・み・き・か・せ（TOKYO FM・アポロン内）

### 音楽
- 大切なたからもの - シングル「大切なたからもの」収録。作詞・ボーカルを担当（オオゼキタク作曲、向谷倶楽部編曲）。2011年6月24日発売。
- ロイヤルホストのパンケーキの歌 - シングル「大切なたからもの」収録。作詞・ボーカルを担当（向谷実作曲、向谷倶楽部編曲）。
- Peties Parissiennes -  2013年11月27日発売

### CD
- JR東日本山手線車内&駅ホーム自動放送完全オリジナル音源集（テイチクエンタテインメント）
- 電クラ2（山手線上のアリア English Versionのアナウンスを担当）
- えいごのうたベスト５０（キングレコード）
- えいごのうたforキッズ（キングレコード）
- えいごでうたおうメリークリスマス（日本クラウン）
- 英語であそぼ　ファン・ファン・ソングス（NHKソフトウェア）
- 英語であそぼ（NHKソフトウェア）
- マザーグース・ベスト（日本クラウン）

その他多数

### DVD
- NHK DVD Bebes d’animaux-小さな動物たちの物語-（NHKエンタープライズ）
- NHK DVD Variete d’animaux-動物たちの愉快な風景-
- ケンタロウのうれしいごはん（中録サービス）
- 「コメディドラマでENGLISH」（デアゴスティーニ） - PACO役声優
- 『お茶犬〜ちょこっとものがたり〜』
- 『おたすけマニー』

### ビデオ
- 英語であそぼ（NHKソフトウェア）
- ビデオオプションVol.146 Vol.152『自動車サッカー』（サンプロス）

### 通信系
- MOTO NAVI CAFE（GYAO!） - MC

### CM
- ニコニコのり（幼少期、父親のクロードとともに出演）
- DOVEダメージケアシリーズ、DOVEアクアモイスチャー（ナレーション）
- メイベリン「ラッシュニスタ」店内用CM
- キャンベルシリーズ「ホッとクッキング」店内用CM
- auモトローラフォン
- サーティワンアイスクリーム
- ミニストップ『ハロハロパイナップル』
- マスターカード
- CASIO『EXword』
- イオン『トップバリュージーンズ』『サマーカジュアル』

他多数

### 雑誌連載
- クリスのバイクであそぼ　他（BIG MACHINE誌掲載）
- サーキットへGO!（MOTO NAVI誌掲載）
- クリスのバイク日記（モーターサイクリスト誌掲載）

### VP（ビデオパッケージ）
- ISUZU
- サムスン
- NIKKA
- P&G

等

### 車内自動放送
英語放送を担当。駅名の読み方にはそのまま日本語で読むパターンと英語風のアクセントをつけたパターンの二つがあり、どちらにするかは各鉄道事業者からの指示によると本人のウェブサイトでコメントしている。なお、特に指示がない場合は日本語読みにしているという。
- 東日本旅客鉄道（JR東日本） - 通勤・近郊形車両。
- 東海旅客鉄道（JR東海）- JR東日本の車両で運行される東海道線（熱海～沼津間）の普通列車と小田急60000形で運行される御殿場線（御殿場～松田間）の特急列車「ふじさん」のみ（かつてはE231系による御殿場線（国府津～山北間）の普通列車でも使用されていた）。
- 四国旅客鉄道（JR四国） - 2014年3月14日より。
- 九州旅客鉄道（JR九州）- YC1系の一部車内放送のみ。
- 東京地下鉄（東京メトロ） - 南北線においては営団地下鉄時代より担当。2017年以降、順次亀井佐代子による放送に更新されている[10][11]が、小田急60000形で運行される特急ロマンスカー（千代田線）、西武40000系で運行される「S-TRAIN」（有楽町線・副都心線）および東武70090型で運行される「THライナー」（日比谷線）では引き続き担当している。
- 東急電鉄・横浜高速鉄道 - 世田谷線を除く。
- 東武鉄道
- 西武鉄道 - 001系を除く。
- 小田急電鉄
- 京王電鉄 - 2010年5月1日より。
- 京成電鉄 - 当初は京成上野～成田空港間の一部列車でのICレコーダーによる放送（都心方面の乗り換え案内や成田空港での航空機別の乗り換え案内）を担当。2010年7月17日からは、AE形および3000形7次車（3050形）の車両搭載の自動放送を、また2020年3月26日からは、一部を除くほぼ全ての列車のタブレット式放送をそれぞれ担当している[12]。松戸線では、新京成電鉄時代の2009年4月1日から担当している[13]。
- 相模鉄道
- 小田急箱根 - かつては鉄道線と鋼索線の両方を担当していたが、大半が2018年に亀井佐代子による放送に更新され[14]、現在は小田急の車両で運行されている鉄道線（小田原 - 箱根湯本間）の列車のみ担当。
- 富士山麓電気鉄道 - 6000系および中央線から乗り入れるE233系のみ。
- 京阪電気鉄道 - 2019年10月1日より。石清水八幡宮参道ケーブル（京阪鋼索線）のみ[15]。
- 南海電気鉄道 - かつて高野線の2300系ワンマン列車のみ担当していた。現在は不使用。
- 西日本鉄道 - 天神大牟田線・甘木線系統のみ。
- 仙台市交通局（仙台市地下鉄）
- 横浜市交通局（横浜市営地下鉄） - 当初はグリーンラインの乗換駅到着案内のみ。後にブルーラインにも採用された。
- 神戸市交通局（神戸市営地下鉄） - 海岸線のみ。
- 福岡市交通局（福岡市地下鉄）  - 七隈線、および空港線・箱崎線用の4000系（2024年11月29日運用開始）のみ。
- 芝山鉄道 - 2020年3月29日より。
- 埼玉高速鉄道
- 東葉高速鉄道
- 東京臨海高速鉄道
- 東京モノレール - 2010年10月21日より。
- ゆりかもめ - 2014年頃より。
- 愛知環状鉄道
- 名古屋臨海高速鉄道（あおなみ線）- 現在は不使用。
- 信楽高原鐵道 - 2023年9月1日より[16]。

### 駅自動放送
英語放送を担当。
- 箱根登山鉄道 - 2015年より。箱根湯本駅のみ。
- 京王電鉄 - 2018年より。

### その他
- カーナビゲーション「アルパイン」英語ナビゲーション
- ファミリーコンサート （父親のクロード、戸田ダリオ、劇団こぐま座との共演、全国各地開催）
- 二輪車協会NMCA親善大使（2005年 - ）
- 東京国立博物館 案内ナレーション
- 向谷倶楽部 - 東日本大震災の被災者応援ソング「TOMOSHIBI -地震が来たら-」のフランス語バージョンボーカル[17]
- 2011年4月29日 - 5月4日に開催された「東急 鉄道フェスティバル2011 in SHIBUYA」にイベントゲストとして数回出演し、前述の「TOMOSHIBI -地震が来たら-」フランス語バージョンの生パフォーマンス、その他英語の歌、パフォーマンスを披露した。
- 「東急 鉄道フェスティバル2011 in SHIBUYA」のイベント会場のみで発売されたCD『勝手に発車メロディ 東急線篇』に収録されている「Up to Town」に「welcome aboard MUKAIYA CLUB Train」のアナウンス等で参加している。